# Oncocnemis subterminalis
Oncocnemis subterminalis är en fjärilsart som beskrevs av Mcdunnough 1941. Oncocnemis subterminalis ingår i släktet Oncocnemis och familjen nattflyn. Inga underarter finns listade i Catalogue of Life.